# Список картин Владимира Егоровича Маковского
Ниже в хронологическом порядке перечислены картины российского художника Владимира Егоровича Маковского.

## Список

### Живопись

#### 1860-е
| Илл. | Название                                                                      | Год       | Материал, техника, размеры (см) | Местонахождение                                                       | Примечание |
| ---- | ----------------------------------------------------------------------------- | --------- | ------------------------------- | --------------------------------------------------------------------- | --- |
|      | «Квасник»                                                                     | 1861      | Холст, масло 71,6 × 57,8        | Третьяковская галерея, Москва, Россия                                 | Написано в возрасте 15 лет во время учебы в Московском училище живописи и ваяния под руководством отца — Е. И. Маковского. Показано на выставке Московского училища живописи и ваяния в 1862 г. Поступило в ГТГ через Государственный Музейный фонд из Государственной Цветковской галереи в 1927 г. Инв. №: Инв. 9208. |
|      | «Художник, продающий старые вещи татарину»                                    | 1865      | Холст, масло 41,9 × 50,0        | Третьяковская галерея, Москва, Россия                                 | Экспонировалось на выставках Академии художеств (1864—1865, под названием «Мастерская художника») и Московского училища живописи, ваяния и зодчества (1867, под названием «Братья-художники»). В 1865 г. за эту картину В. Е. Маковский был награжден малой серебряной медалью. Художественный критик Владимир Стасов высоко оценил эту раннюю картину молодого художника. Приобретено у М. П. Леонтьевой в 1929 г. Инв. №: Инв. 10518. |
|      | «Литературное чтение»                                                         | 1866      | Холст, масло 58,0 × 84,5        | Третьяковская галерея, Москва, Россия                                 | Поступило в ГТГ через Государственный Музейный фонд из Государственной Цветковской галереи в 1927 г. Инв. №: Инв. 9368. |
|      | «Ночное» (I версия)                                                           | 1866—1869 | Картон, масло 44,6 × 61,0       | Музей-квартира И. И. Бродского, Санкт-Петербург, Россия               | Из Комитета по делам искусств при СНК СССР (Коллекция Бродского). № по КП: НИМ РАХ КП-664/91. Инв. №: МБр Ж-77. |
|      | «Ночное» (II версия) / «Крестьянские мальчики стерегут лошадей» / «Бежин луг» | 1869      | Холст, масло                    | Частная коллекция                                                     | |
|      | «Наставление бабушки»                                                         | 1869      | Дерево, масло 27,7 × 23,7       | Екатеринбургский музей изобразительных искусств, Екатеринбург, Россия | Инв. №: Ж-841. |

#### 1870-е
| Илл. | Название                                  | Год       | Материал, техника, размеры (см) | Местонахождение                                                                  | Примечание |
| ---- | ----------------------------------------- | --------- | ------------------------------- | -------------------------------------------------------------------------------- | --- |
|      | «Певчие на клиросе»                       | 1870      | Холст, масло 70,5 × 89,5        | Севастопольский художественный музей имени М. П. Крошицкого, Севастополь, Россия | |
|      | «В приемной у доктора»                    | 1870      | Холст, масло 69,4 × 85,3        | Третьяковская галерея, Москва, Россия                                            | Представлено на выставках Академии художеств в 1870 и 1873 гг. и в составе русского отдела на Всемирных выставках в Вене в 1873 г. и в Париже в 1878 г. Приобретено П. М. Третьяковым у автора не позднее 1873 г. Инв. №: Инв.594. |
|      | «Игра в бабки»                            | 1870      | Холст, масло 54 × 72            | Третьяковская галерея, Москва, Россия                                            | Представлено в составе русского отдела на Всемирной выставке в Вене в 1873 г. Приобретено П. М. Третьяковым у автора не позднее 1873 г. Инв. №: Инв. 593. |
|      | «Молодая крестьянка с корзиной яблок»     | 1872      | Холст, масло 70 × 47            | Частная коллекция                                                                | Подпись и дата в левом нижнем углу. |
|      | «Беспризорные дети»                       | 1872      | Холст, масло 69 × 50            | Частная коллекция                                                                | Подпись и дата в правом нижнем углу. |
|      | «Любители соловьев»                       | 1872—1873 | Холст, масло 55 × 76            | Третьяковская галерея, Москва, Россия                                            | Представлено в составе русского отдела на Всемирных выставках в Вене в 1873 г. и в Париже в 1878 г. В 1873 году Владимир Маковский получил за эту картину первую премию Общества поощрения художников и был удостоен звания академика «за отличные познания в живописи народных сцен». Приобретено П. М. Третьяковым у автора. Инв. №: Инв. 595. |
|      | «Посещение бедных» / «Благотворительница» | 1874      | Холст, масло 70 × 97            | Третьяковская галерея, Москва, Россия                                            | Представлено на IV выставке ТПХВ в 1875 г. Приобретено П. М. Третьяковым у автора в 1878 г. Инв. №: Инв. 596. |
|      | «Ожидание» / «У острога»                  | 1875      | Холст, масло 85,2 × 125,0       | Третьяковская галерея, Москва, Россия                                            | Представлено на IV выставке ТПХВ в 1875 г. Приобретено П. М. Третьяковым. Инв. №: Инв. 597. |
|      | «Цыганка»                                 | 1875      | Холст, масло 58 × 48            | Частная коллекция                                                                | |
|      | «Девочка с гусями»                        | 1875      | Холст, масло 39,0 × 27,5        | Нижнетагильский музей изобразительных искусств, Нижний Тагил, Россия             | Подпись и дата в правом нижнем углу. Инв. №: Ж-312. |
|      | «Варят варенье»                           | 1876      | Холст, масло 33,9 × 49,5        | Третьяковская галерея, Москва, Россия                                            | Приобретено П. М. Третьяковым у автора до 1877 г. Инв. №: Инв. 600. |
|      | «Торбанист» / «Бобыль»                    | 1876      | Холст, масло                    | Национальный художественный музей Республики Беларусь, Минск, Белоруссия         | |
|      | «Автопортрет»                             | 1876      | Холст, масло 54 × 40            | Музей-усадьба художника Н. А. Ярошенко, Кисловодск, Россия                       | |
|      | «Семейный портрет Орловских»              | 1878      | Холст, масло                    | Национальный художественный музей Республики Беларусь, Минск, Белоруссия         | |
|      | «Друзья-приятели»                         | 1878      | Холст, масло 57,6 × 78,8        | Третьяковская галерея, Москва, Россия                                            | Представлено на VI выставке ТПХВ в 1878 г. Приобретено Советом Третьяковской галереи с выставки картин С. Н. Голяшкина в 1903 г. Инв. №: Инв.601. |
|      | «Крестьянка с ребенком»                   | 1878      | Холст, масло 29,3 × 19          | Эстонский художественный музей, Таллин, Эстония                                  | Инв. №: EKM j 9684 VM 720. |
|      | «Ночное» (III версия)                     | 1879      | Холст, масло 62 × 77            | Государственный Русский музей, Санкт-Петербург, Россия                           | № в Госкаталоге: 12973407. № по КП: ГРМ КП 1925-3/1344. Инв. №: Ж-4221. |
|      | «Осужденный»                              | 1879      | Холст, масло 76,5 × 113,0       | Государственный Русский музей, Санкт-Петербург, Россия                           | Пост. в ГРМ в 1907 г. от Д. В. Стасова. Экспонирование: Михайловский дворец, зал № 30. Инв. №: Ж-4220. |
|      | «В полдень»                               | 1879      | Холст, масло 84,9 × 125,0       | Третьяковская галерея, Москва, Россия                                            | Эскиз картины «Толкучий рынок в Москве» (1880). Приобретено П. М. Третьяковым в 1893 г. Инв. №: Инв.602. |

#### 1880-е
| Илл. | Название                                | Год       | Материал, техника, размеры (см)             | Местонахождение                                                                            | Примечание |
| ---- | --------------------------------------- | --------- | ------------------------------------------- | ------------------------------------------------------------------------------------------ | --- |
|      | «Портрет Е. И. Маковского»              | 1880      | Холст, масло 95,5 × 69,5                    | Третьяковская галерея, Москва, Россия                                                      | Приобретено П. М. Третьяковым около 1881 г. Инв. №: Инв.601. |
|      | «Боярыня»                               | 1880      | Холст, масло                                | Национальный художественный музей Республики Беларусь, Минск, Белоруссия                   | |
|      | «Белый конь»                            | 1880      | Холст, масло 42,5 × 65,0                    | Саратовский художественный музей имени А. Н. Радищева, Саратов, Россия                     | № в Госкаталоге: 4908606. № по КП: КП-17474. Инв. №: Ж-631. |
|      | «Крах банка»                            | 1880      | Холст, масло 46 × 71                        | Государственный Русский музей, Санкт-Петербург, Россия                                     | Первая версия |
|      | «Крах банка»                            | 1881      | Холст, масло 68,2 × 104,2                   | Третьяковская галерея, Москва, Россия                                                      | Вторая версия. Представлено на IX выставке ТПХВ в 1881 г. Приобретено П. М. Третьяковым. Инв. №: Инв. 607. |
|      | «Старички (Чаепитие)»                   | 1881      | Холст, масло                                | Национальный художественный музей Республики Беларусь, Минск, Белоруссия                   | |
|      | «Узник»                                 | 1882      | Холст, масло                                | Харьковский художественный музей, Харьков, Украина                                         | |
|      | «Оправданная»                           | 1882      | Холст, масло 82,0 × 109,2                   | Третьяковская галерея, Москва, Россия                                                      | Первая версия. Парная к картине «Осужденный» 1879 г. Представлено на X выставке ТПХВ в 1882 г. Приобретено П. М. Третьяковым. Инв. №: Инв. 616.                                                                                          |
|      | «Украинская девушка»                    | 1882      | Дерево, масло 25,5 × 21,0                   | Частная коллекция                                                                          | |
|      | «Крестьянка с детьми»                   | 1883      | Холст, масло 54,3 × 38,8                    | Екатеринбургский музей изобразительных искусств, Екатеринбург, Россия                      | Инв. №: Ж-985. |
|      | «В сельской школе»                      | 1883      | Картон, масло 42,5 × 66,0                   | Тульский областной художественный музей, Тула, Россия                                      | |
|      | «Девичник»                              | 1883      | Холст, масло                                | Киевская картинная галерея, Киев, Украина                                                  | |
|      | «Свидание»                              | 1883      | Холст, масло 40,0 × 31,5                    | Третьяковская галерея, Москва, Россия                                                      | Основная статья: Свидание (картина) |
|      | «Этюд головы старика»                   | 1883      | Ткань, масло 32,6 × 21,4                    | Художественный музей Кливленда, Кливленд, штат Огайо, США                                  | Завещание г-жи Генри А. Эверетт для мемориальной коллекции Дороти Бернэм Эверетт. Инв. №: 1938.49. |
|      | «Портрет художника И. М. Прянишникова»  | 1883      | Холст, масло 87,0 × 70,0                    | Третьяковская галерея, Москва, Россия                                                      | Дар Е. Ф. Прянишниковой, вдовы И. М. Прянишникова. Инв. №: Инв.619. |
|      | «За лекарством»                         | 1884      | Холст, масло 64,6 × 47,0                    | Третьяковская галерея, Москва, Россия                                                      | Приобретено П. М. Третьяковым. Инв. №: Инв.626. |
|      | «В передней»                            | 1884      | Дерево, масло 40,8 × 31,1                   | Третьяковская галерея, Москва, Россия                                                      | Представлено на XII выставке ТПХВ в 1884 г. Приобретено П. М. Третьяковым у автора в 1884 г. Инв. №: Инв.623. |
|      | «Секрет»                                | 1884      | Холст, масло 40,6 × 31,3                    | Третьяковская галерея, Москва, Россия                                                      | Основная статья: Секрет (картина) |
|      | «Ярмарка в Малороссии»                  | 1885      | Холст, масло 113 × 180                      | Частная коллекция                                                                          | |
|      | «Две странницы»                         | 1885      | Холст, масло 16 × 12                        | Государственный музей изобразительных искусств Республики Татарстан, Казань, Россия        | |
|      | «Купающиеся мальчики»                   | 1885      | Дерево, масло 26,5 × 35,0; в раме — 42 × 50 | Частная коллекция                                                                          | Справа внизу подпись и дата: 1885. В. Маковскiй Слева внизу бумажная наклейка с номером «202». На обороте штамп художественного магазина И. О. Аванцо в Москве. Экспонировалось на выставке в Императорской Академии художеств в 1902 г. |
|      | «Купающиеся мальчики»                   | 1885      | Дерево, масло                               | Частная коллекция                                                                          | |
|      | «Рыбачки»                               | 1886      | Дерево, масло 10,2 × 16,6                   | Красноярский государственный художественный музей имени В. И. Сурикова, Красноярск, Россия | № в Госкаталоге: 2481282. № по КП: 198. Инв. №: Ж 189. |
|      | «Мать и дочь»                           | 1886      | Холст, масло 112 × 85                       | Третьяковская галерея, Москва, Россия                                                      | Представлено на XIV выставке ТПХВ в 1886 г. Приобретено П. М. Третьяковым у автора в 1895 г. Инв. №: Инв. 627. |
|      | «На бульваре»                           | 1886      | Холст, масло 54,2 × 69,0                    | Третьяковская галерея, Москва, Россия                                                      | Представлено на XV выставке ТПХВ в 1887 г. Приобретено П. М. Третьяковым у автора за 1500 руб. в 1887 г. Инв. №: Инв. 628. |
|      | «В избушке лесника» / «Охотники»        | 1886-1887 | Холст, масло                                | Серпуховский историко-художественный музей, Серпухов, Московская область, Россия           | |
|      | «Охотники на привале»                   | 1887      | Дерево, масло                               | Серпуховский историко-художественный музей, Серпухов, Московская область, Россия           | |
|      | «В трактире»                            | 1887      | Дерево, масло 36 × 28                       | Частная коллекция                                                                          | Представлено на XV выставке ТПХВ в 1887 г. Подпись и дата в правом нижнем углу. |
|      | «Чудо в Кане»                           | 1887      | Холст, масло                                | Витебский художественный музей, Витебск, Беларусь                                          | |
|      | «От дождя»                              | 1887      | Холст, масло 37 × 45                        | Ульяновский областной художественный музей, Ульяновск, Россия                              | |
|      | «Свадебный поезд в Орловской губернии»  | 1887      | Холст, масло 119 × 196                      | Плёсский музей-заповедник, Плёс, Ивановская область, Россия                                | |
|      | «Свекор»                                | 1888      | Холст, масло 58 × 42                        | Музеи Вирумаа, Таллин, Эстония                                                             | Малая версия. Инв. №: RM _ 6579 K 490:1. |
|      | «Ночлежники» / «Ночлежный дом в Москве» | 1889      | Холст, масло 94 × 143                       | Государственный Русский музей, Санкт-Петербург, Россия                                     | Пост. в ГРМ в 1925 г. из собрания В. Е. Маковского. Экспонирование: Михайловский дворец, зал № 30. Инв. №: Ж-4224. |
|      | «Стряпчий»                              | 1889      | Дерево, масло                               | Национальный художественный музей Республики Беларусь, Минск, Белоруссия                   | |
|      | «Портрет академика А. И. Стрелковского» | 1889      | Холст, масло 53,0 × 39,8                    | Третьяковская галерея, Москва, Россия                                                      | Приобретено П. М. Третьяковым. Инв. №: Инв. 630. |

#### 1890-е
| Илл. | Название                                     | Год          | Материал, техника, размеры (см) | Местонахождение                                                                                              | Примечание |
| ---- | -------------------------------------------- | ------------ | ------------------------------- | --- | --- |
|      | «Рыбачки»                                    | 1890         | Дерево, масло                   | Частная коллекция                                                                                            | |
|      | «Портрет коллекционера И. Е. Цветкова»       | 1890         | Холст, масло 65,7 × 42,0        | Третьяковская галерея, Москва, Россия                                                                        | Пост. в ГТГ через Государственный Музейный фонд из Государственной Цветковской галереи в 1927 г. Инв. №: Инв. 9209. |
|      | «Объяснение»                                 | 1889-1891    | Холст, масло 53,0 × 39,5        | Третьяковская галерея, Москва, Россия                                                                        | Представлено на XIX выставке ТПХВ в 1891 г. Приобретено П. М. Третьяковым у автора в 1891 г. Инв. №: Инв.631. |
|      | «Иконописец»                                 | 1891         | Дерево, масло 42,0 × 26,8       | Вологодская областная картинная галерея, Вологда, Россия                                                     | Подпись и дата в левом нижнем углу. № в Госкаталоге: 14457186. № по КП: ВОКГ ОФ-304. Инв. №: 203-Ж. |
|      | «Портрет художника Е. С. Сорокина»           | 1891         | Холст, масло 107,0 × 84,6       | Третьяковская галерея, Москва, Россия                                                                        | Подпись и дата в правом верхнем углу. Приобретено П. М. Третьяковым у автора в 1891 г. Инв. №: Инв. 632. |
|      | «Портрет художника С. А. Коровина»           | 1892         | Холст, масло 123,5 × 80,0       | Национальный музей в Варшаве, Варшава, Польша                                                                | Подпись и дата в правом верхнем углу. Инв. №: M.Ob.1163 (210286). |
|      | «Не пущу!»                                   | 1892         | Холст, масло                    | Киевская картинная галерея, Киев, Украина                                                                    | Подпись и дата в левом нижнем углу. |
|      | «Семья художника» / «Деспот семьи»           | 1893         | Холст, масло                    | Азербайджанский национальный музей искусств, Баку, Азербайджан                                               | Написано во время работы над иконами для храма Христа Спасителя в Борках. |
|      | «Оптимист и пессимист»                       | 1893         | Холст, масло                    | Национальный художественный музей Республики Беларусь, Минск, Белоруссия                                     | |
|      | «К венцу (Прощание)»                         | 1894         | Холст, масло 115 × 99           | Самарский областной художественный музей, Самара, Россия                                                     | |
|      | «Портрет Д. А. Ровинского»                   | 1894         | Холст, масло 68,0 × 55,0        | Третьяковская галерея, Москва, Россия                                                                        | Подпись и датировка в правом верхнем углу. Дар автора в 1895 г. Инв. №: Инв. 635. |
|      | «Портрет А. В. Маковского»                   | 1895         | Холст, масло 127,0 × 81,0       | Третьяковская галерея, Москва, Россия                                                                        | Приобр. у С. М. Вонского в 1961 г. Инв. №: Ж-146. |
|      | «Моление о чаше»                             | 1895         | Холст, масло 64,3 × 47,2        | Церковно-археологический кабинет, Московская духовная академия, Троице-Сергиева лавра, Сергиев Посад, Россия | Подпись справа внизу кистью темно-коричневым пигментом: «В. Маковскiй 189(5) (?)», (дата, вероятно, закрыта рамой). На обороте имеется бумажная наклейка с надписью: «Московская Духовная Академия по случаю ее 150-летия 14 октября 1964 от Троице-Сергиевой лавры». № по КП: ММДА «ЦАК» КП-553. |
|      | «Лесорубы с лошадьми на берегу Волги»        | 1895         | Холст, масло 26,5 × 40,8        | Частная коллекция                                                                                            | Подпись и дата в правом нижнем углу. |
|      | «Женщины помогают лесорубам на берегу Волги» | 1895         | Холст, масло 26,5 × 40,8        | Частная коллекция                                                                                            | Подпись и дата в правом нижнем углу. |
|      | «Дилетант»                                   | 1896         | Холст, масло 25,0 × 17,5        | Художественный музей Джейн Ворхиз Зиммерли, Ратгерский университет, Нью-Брансуик, штат Нью-Джерси, США       | Инв. №: 1990.1867. |
|      | «Приезд учительницы»                         | 1896         | Холст, масло                    | Национальный художественный музей Республики Беларусь, Минск, Белоруссия                                     | |
|      | «Вечеринка»                                  | 1875—1897    | Холст, масло 70 × 97            | Третьяковская галерея, Москва, Россия                                                                        | Художник работал над произведением 22 года. Представлено на XXV выставке ТПХВ в 1897 г. Приобретено П. М. Третьяковым у автора в 1897 г. Инв. №: Инв. 636. |
|      | «Выбор приданого»                            | 1897—1898    | Холст, масло                    | Харьковский художественный музей, Харьков, Украина                                                           | Подпись и дата в правом нижнем углу. |
|      | «В деревне»                                  | 1898         | Холст, масло 40,0 × 49,5        | Тюменский музей изобразительных искусств, Тюмень, Россия                                                     | Инв. №: Ж-533. |
|      | «Отправление на охоту»                       | 1899         | Холст, масло                    | Университет Уайденера, Честер, штат Пенсильвания, США                                                        | Из коллекции Альфреда О. Дешонга. |
|      | «Букет»                                      | Конец XIX в. | Холст, масло 36,0 × 27,0        | Музей-усадьба И. Е. Репина «Пенаты», Санкт-Петербург, Россия                                                 | Написано в соавторстве с И. Е. Репиным и В. Д. Поленовым. Инв. №: НИМ РАХ КП-6754. П-980. |

#### 1900-е
| Илл. | Название                                                                              | Год       | Материал, техника, размеры (см) | Местонахождение                                                                                                  | Примечание |
| ---- | ------------------------------------------------------------------------------------- | --------- | ------------------------------- | --- | --- |
|      | «Оправданная» (II версия)                                                             | 1882-1900 | Дерево, масло 45,2 × 55,0       | Третьяковская галерея, Москва, Россия                                                                            | Поступило в ГТГ от В. В. Трескина в 1972 г. Инв. №: Ж-815. |
|      | «Перед объяснением» / «Свидание»                                                      | 1898-1900 | Холст, масло 83,0 × 118,0       | Самарский областной художественный музей, Самара, Россия                                                         | Приквел к «Объяснению» (1889-1891 гг.). Пост. в СОХМ из частной коллекции самарского купца Лаврентия Аржанова. |
|      | «Скамейка в парке»                                                                    | 1900      | Холст, масло 23,1 × 32,4        | Тартуский художественный музей, Тарту, Эстония                                                                   | Инв. №: TKM TR 2858 M 498. |
|      | «Беседа. Идеалист-практик и материалист-теоретик»                                     | 1900      | Дерево, масло                   | Национальный художественный музей Республики Беларусь, Минск, Белоруссия                                         | |
|      | «Выпарился»                                                                           | 1900      | Холст, масло                    | Частная коллекция                                                                                                | |
|      | «Освящение публичного дома»                                                           | 1900      | Холст, масло                    | Государственный музей истории религии, Санкт-Петербург, Россия                                                   | Эскиз к ненаписанной картине. |
|      | «На пароходе»                                                                         | 1902      | Холст, масло                    | Частная коллекция                                                                                                | |
|      | «Пастушки»                                                                            | 1903      | Холст, масло 65,5 × 86,6        | Рязанский государственный областной художественный музей имени И. П. Пожалостина, Рязань, Россия                 | Подпись и дата в левом нижнем углу. |
|      | «Допрос революционерки»                                                               | 1904      |                                 | Государственный центральный музей современной истории России, Москва, Россия                                     | Подпись и дата в правом нижнем углу. |
|      | Эскиз к картине «9 января 1905 года на Васильевском острове» / «Кровавое воскресенье» | 1905      |                                 | Государственный музей политической истории России, Санкт-Петербург, Россия                                       | Подпись и дата в левом нижнем углу. |
|      | Эскиз к картине «9 января 1905 года на Васильевском острове» / «Кровавое воскресенье» | 1905      |                                 | Частная коллекция Михаила Золотарёва                                                                             | |
|      | «9 января 1905 года на Васильевском острове» / «Кровавое воскресенье»                 | 1905      |                                 | Государственный центральный музей современной истории России, Москва, Россия                                     | Подпись и дата в левом нижнем углу. |
|      | «Автопортрет»                                                                         | 1905      | Картон, масло 34,3 × 38,6       | Третьяковская галерея, Москва, Россия                                                                            | Подпись и дата на изображении оборотной стороны картины: «В. Маковскiй. 1905. 18 апрѣлъ. Петербургъ». Приобретено в 1905 г. коллекционером Иваном Цветковым. Пост. в ГТГ в 1927 г. через Государственный Музейный фонд из Государственной Цветковской галереи. Инв. №: Инв. 9207. |
|      | «Автопортрет»                                                                         | 1905      | Дерево, масло 40,9 × 26,3       | Третьяковская галерея, Москва, Россия                                                                            | На оборотной стороне авторская надпись: «Милой Галѣ. На добрую память отъ В.Е. Маковскаго. 1905 5 Октябрь». Приобретено у И. И. Ильина в 1948 г. Инв. №: Инв.27471. |
|      | «В берёзовом лесу»                                                                    | 1905      | Дерево, масло 26 × 41           | Национальный музей в Варшаве, Варшава, Польша                                                                    | Подпись и дата в правом верхнем углу. Инв. №: M.Ob.1520. |
|      | «Две матери. Мать приемная и родная»                                                  | 1905-1906 | Холст, масло 120,0 × 158,0      | Самарский областной художественный музей, Самара, Россия                                                         | Подпись в левом нижнем углу. |
|      | «Музыкальный вечер»                                                                   | 1906      | Холст, масло 38,5 × 49,0        | Третьяковская галерея, Москва, Россия                                                                            | Пост. в ГТГ из Госфонда в 1965 г. Инв. №: Ж-438. |
|      | «Утреннее приветствие»                                                                | 1906      | Дерево, масло                   | Национальный художественный музей Республики Беларусь, Минск, Белоруссия                                         | |
|      | «Охотники»                                                                            | 1906      | Холст, масло 55 × 82            | Архангельский музей изобразительных искусств, ГМО «Художественная культура Русского Севера», Архангельск, Россия | Инв. №: Ж–1442 АОМИИ. |
|      | «Пейзаж со стадом»                                                                    | 1907      | Дерево, масло 26,5 × 42,3       | Тартуский художественный музей, Тарту, Эстония                                                                   | Инв. №: TKM TR 2917 M 512. |
|      | «Портрет академика И. И. Янжула»                                                      | 1907      | Холст, масло 47,0 × 38,5        | Владимиро-Суздальский музей-заповедник, Владимир, Россия                                                         | Подпись и дата в правом верхнем углу. |
|      | «Портрет академика И. И. Янжула»                                                      | 1908      | Холст, масло                    | ИРЛИ РАН (Пушкинский Дом), Санкт-Петербург, Россия                                                               | Подпись и дата в правом верхнем углу. |
|      | «Тет-а-тет» (I версия)                                                                | 1885-1909 | Картон, масло 32,4 × 28,0       | Третьяковская галерея, Москва, Россия                                                                            | Пост. в ГТГ в дар от фонда Арманда Хаммера в 1995 г. Инв. №: Ж-1521. |
|      | «Амальфийское побережье»                                                              | 1909      | Картон, масло 23,5 x 15,5       | Частная коллекция                                                                                                | На обороте: вверху слева надпись: Настоящим удостоверяю, что // пейзаж этот написан в Крыму мо- // им покойным мужем профессором // Владимиром Егоровичем Маковским. // 23/VII 1923 г Ольга Маковская; в правом нижнем углу бумажная этикетка: НИНЭ имени П. М. Третьякова // № 21947 Экспертное заключение НИНЭ имени П. М. Третьякова ОЖ 21947, № 13704-25 от 16 апреля 2024. Эксперт, искусствовед А. Б. Дергачева. Работа оформлена в раму (49,7 × 41,5). |
|      | «Нормандия»                                                                           | 1909      | Картон, масло                   | Музей-квартира И. И. Бродского, Санкт-Петербург, Россия                                                          | Из Комитета по делам искусств при СНК СССР (Коллекция Бродского). |

#### 1910-е
| Илл. | Название                                | Год       | Материал, техника, размеры (см)     | Местонахождение                                                                                  | Примечание |
| ---- | --------------------------------------- | --------- | ----------------------------------- | ------------------------------------------------------------------------------------------------ | --- |
|      | «Беседа»                                | 1910      | Дерево, масло 27 × 34,5             | Национальный музей в Варшаве, Варшава, Польша                                                    | Подпись и дата в правом верхнем углу. Инв. №: M.Ob.1156. |
|      | «Гоголевский тип»                       | 1911      | Холст, масло 64 × 54                | Государственный Русский музей, Санкт-Петербург, Россия                                           | Подпись и дата в правом верхнем углу. Пост. в ГРМ в 1923 г. из МАХ, Петроград. Инв. №: Ж-2565. |
|      | «Портрет императрицы Марии Фёдоровны»   | 1912      | Холст, масло 267 × 192              | Государственный Русский музей, Санкт-Петербург, Россия                                           | Портрет написан по фотографии 1883 г., на которой Мария Фёдоровна запечатлена в русском платье с бриллиантовым колье и диадемой. Пост. в ГРМ не позднее 1940 г. Экспонирование: Михайловский дворец. Инв. №: ЖБ-1932. |
|      | «Портрет коллекционера И. Е. Цветкова»  | 1912-1913 | Холст, масло 80,9 × 62,9            | Третьяковская галерея, Москва, Россия                                                            | Пост. в ГТГ из Государственной Цветковской галереи в 1920-е гг. Инв. №: Инв. 7384. |
|      | «Девочка-сиротка»                       | 1913      | Холст на картоне, масло 33,5 × 24,5 | Башкирский государственный художественный музей имени М. В. Нестерова, Уфа, Башкортостан, Россия | Инв. №: Ж-189. |
|      | «Кухаркины гости»                       | 1913      | Холст, масло                        | Национальный художественный музей Республики Беларусь, Минск, Белоруссия                         | |
|      | «У дьячка»                              | 1915      | Холст, масло 74 × 49                | Екатеринбургский музей изобразительных искусств, Екатеринбург, Россия                            | Инв. №: Ж-874. |
|      | «Молодая девушка смотрящаяся в зеркало» | 1916      | Дерево, масло 27,9 × 22,2           | Частная коллекция                                                                                | Авторство под вопросом. Подпись «В.М.» и дата «1916.» внизу слева. |
|      | «Дегустатор табака»                     | 1918      | Холст, масло 41,0 × 26,5            | Третьяковская галерея, Москва, Россия                                                            | Пост. в ГТГ по завещанию В. Г. Дуловой в 2000 г. Инв. №: Ж-1708. |
|      | «Портрет художника Н. Н. Дубовского»    | 1918      | Холст, масло 48,7 × 38,7            | Третьяковская галерея, Москва, Россия                                                            | Приобретено в антикварной галерее «Традиция и личность» в 2000 г. Инв. №: Ж-1704. |

#### 1920-е
| Илл. | Название                | Год  | Материал, техника, размеры (см) | Местонахождение | Примечание |
| ---- | ----------------------- | ---- | ------------------------------- | --- | ---------- |
|      | «На пароходе по Днепру» | 1920 | Картон, масло 26 × 42           | Романовский музей, Костромской государственный историко-архитектурный и художественный музей-заповедник, Кострома, Россия |            |

### Графика

#### 1860-е
| Илл. | Название                          | Год  | Материал, техника, размеры (см)        | Местонахождение                       | Примечание |
| ---- | --------------------------------- | ---- | -------------------------------------- | ------------------------------------- | --- |
|      | «Портрет отца — Е. И. Маковского» | 1863 | Бумага, графитный карандаш 26,5 × 19,7 | Третьяковская галерея, Москва, Россия | Подпись и датировка в правом нижнем углу. Пост. в ГТГ из Государственной Цветковской галереи (собрание И. Е. Цветкова) в 1925 г. Инв. №: Инв.7385. |
|      | «Собиратель картин и рисунков»    | 1869 | Бумага, акварель 27,5 × 18,6           | Третьяковская галерея, Москва, Россия | Подпись и датировка в правом нижнем углу. Пост. в ГТГ из Государственной Цветковской галереи (собрание И. Е. Цветкова) в 1925 г. Инв. №: Инв.7387. |

#### 1870-е
| Илл. | Название                                | Год  | Материал, техника, размеры (см)               | Местонахождение                                             | Примечание |
| ---- | --------------------------------------- | ---- | --------------------------------------------- | ----------------------------------------------------------- | --- |
|      | «Корова ярославского скота»             | 1874 | Бумага, литография 20,4 × 20,7                | Частная коллекция Алексея Парыгина, Санкт-Петербург, Россия | Подпись и дата в левом нижнем углу. |
|      | «Крестьянские дети в ночном. Бежин луг» | 1874 | Гравюра                                       | Журнал «Нива», № 2, 1874 г.                                 | Рисунок: В. Е. Маковский, гравер: Боярский. Подпись в правом нижнем углу.                                                              |
|      | «Бежин луг»                             | 1875 | Гравюра                                       | Журнал «Нива», № 42, 1875 г.                                | Рисунок: В. Е. Маковский, гравер: Б. А. Пуц. Подпись в левом нижнем углу.                                                              |
|      | Эскиз картины «Вечеринка»               | 1875 | Бумага желтая, графитный карандаш 27,5 × 42,1 | Третьяковская галерея, Москва, Россия                       | Подпись и дата в правом нижнем углу. Пост. в ГТГ в 1972 г. Инв. №: Инв.3492.                                                           |
|      | Эскиз картины «Друзья-приятели»         | 1878 | Бумага, графитный карандаш 18,0 × 26,0        | Третьяковская галерея, Москва, Россия                       | Подпись в правом нижнем углу. Пост. в ГТГ из Государственной Цветковской галереи (собрание И. Е. Цветкова) в 1925 г. Инв. №: Инв.7397. |

#### 1880-е
| Илл. | Название                                                                    | Год       | Материал, техника, размеры (см)                                                                         | Местонахождение                             | Примечание |
| ---- | --------------------------------------------------------------------------- | --------- | --- | ------------------------------------------- | --- |
|      | «Ветряная мельница»                                                         | 1881      | Бумага на картоне, акварель 57,3 × 46,8                                                                 | Частная коллекция                           | |
|      | «Украинка с корзинкой»                                                      | 1882      | Бумага, карандаш 28,2 × 19,6 (изобр.); 28,2 × 21,0 (паспарту)                                           | Эрмитаж, Санкт-Петербург, Россия            | Пост. в Эрмитаж в 2008 г. № по КП: КПГЭ.2008-44994. Инв. №: ЭРР-9358. |
|      | «В приемной у доктора»                                                      | 1882      | Бумага, тушь, перо 18,2 × 24,3                                                                          | Третьяковская галерея, Москва, Россия       | Авторская реплика II версии одноименной картины 1882 г. Подпись в правом нижнем углу. Пост. в ГТГ из Государственной Цветковской галереи (собрание И.Е. Цветкова) в 1925 г. Инв. №: Инв.7403. |
|      | «Прием в Георгиевском зале Большого Кремлевского дворца Московского Кремля» | 1883      | Бумага, металл (ободок), стекло; тушь, перо, акварель черная 25,0 × 36,5 (в свету); 26,0 × 40,0 (рамка) | Эрмитаж, Санкт-Петербург, Россия            | Пост. в Эрмитаж в 1984 г. № по КП: КПГЭ.1984-186/3. Инв. №: ЭРР-8588. |
|      | «Освящение знамён Преображенского и Семёновского полков»                    | 1883—1885 | Хромолитография                                                                                         | Коронационный альбом Александра III, л. 20. | Отпечатано в хромолитографии Н. Брезе в Санкт-Петербурге. Оригинал издан: Санкт-Петербург, 1885 г. Тираж: 500 экз.                                                                            |
|      | «Народный праздник на Ходынском поле»                                       | 1883—1885 | Хромолитография                                                                                         | Коронационный альбом Александра III, л. 21. | Издательство: «Картографическое заведение А. А. Ильина». Гравер: К. Шиссель. Оригинал издан: Санкт-Петербург, 1885 г. Тираж: 500 экз.                                                         |
|      | «Беседа»                                                                    | 1886      | Бумага, графитный карандаш 21,3 × 27,3                                                                  | Третьяковская галерея, Москва, Россия       | Подпись и дата в левом нижнем углу. Пост. в ГТГ из Государственной Цветковской галереи (собрание И.Е. Цветкова) в 1925 г. Инв. №: Инв.7414.                                                   |
|      | «Бродячий скрипач»                                                          | 1886      | Бумага серая, акварель, белила 37,9 × 27,3                                                              | Третьяковская галерея, Москва, Россия       | Пост. в ГТГ в дар от автора до 1898 г. Инв. №: Инв.3496. |

#### 1890-е
| Илл. | Название                        | Год                    | Материал, техника, размеры (см)                                                                 | Местонахождение                  | Примечание                                                             |
| ---- | ------------------------------- | ---------------------- | ----------------------------------------------------------------------------------------------- | -------------------------------- | ---------------------------------------------------------------------- |
|      | «Автопортрет»                   | 1893                   | Бумага, чернила, рисунок пером 34,2 × 27,0                                                      | Частная коллекция                | Подпись и дата справа.                                                 |
|      | «Банкет»                        | 1895                   | Бумага, акварель, карандаш графитный, белила 32,3 × 52,5 см (в свету); 48,0 × 68,0 см (в рамке) | Эрмитаж, Санкт-Петербург, Россия | Пост. в Эрмитаж в 1988 г. № по КП: КПГЭ.1988-105/2. Инв. №: ЭРР-8902.  |
|      | «Масленичное гуляние в деревне» | 1897                   | Картон желтый, акварель (рамка), гуашь, белила, карандаш графитный 25,3 × 38,8                  | Эрмитаж, Санкт-Петербург, Россия | Пост. в Эрмитаж в 1994 г. № по КП: КПГЭ.1994-457/1. Инв. №: ЭРР-9175.  |
|      | «Набросок мужской фигуры»       | Вторая половина XIX в. | Бумага, карандаш 19,2 × 13,0                                                                    | Эрмитаж, Санкт-Петербург, Россия | Пост. в Эрмитаж в 1950 г. № по КП: КПГЭ.1950-98/626. Инв. №: ЭРР-5643. |

#### 1900-е
| Илл. | Название                          | Год  | Материал, техника, размеры (см)                               | Местонахождение                  | Примечание                                                            |
| ---- | --------------------------------- | ---- | ------------------------------------------------------------- | -------------------------------- | --------------------------------------------------------------------- |
|      | «Украинская крестьянская девушка» | 1902 | Картон, бумага, карандаш, уголь, акварель 34,2 × 25,4         | Частная коллекция                | Подпись и дата справа: «В. Маковский 1902 14 Авг. …»                  |
|      | «Мужчина, сидящий на лавочке»     | 1903 | Бумага серая, карандаш графитный, карандаш черный 50,2 × 32,8 | Эрмитаж, Санкт-Петербург, Россия | Пост. в Эрмитаж в 1994 г. № по КП: КПГЭ.1994-416/2. Инв. №: ЭРР-9173. |

#### 1910-е
| Илл. | Название            | Год  | Материал, техника, размеры (см)                          | Местонахождение   | Примечание                                                 |
| ---- | ------------------- | ---- | -------------------------------------------------------- | ----------------- | ---------------------------------------------------------- |
|      | «Бродячий музыкант» | 1914 | Картон, бумага, смешанная техника 34,5 × 23,5            | Частная коллекция | Подпись, дата и авторское название в левом нижнем углу.    |
|      | «Добрый день!»      | 1919 | Акварель 28,5 × 20,0                                     | Частная коллекция | Подпись и датировка: в правом нижнем углу.                 |
|      | «В солдатики»       | 1919 | Бумага, акварель, графитный карандаш, белила 25,0 × 33,5 | Частная коллекция | Подпись и датировка: справа внизу "B.Маковскій//1892-1919" |

### Иконопись

#### 1890-е
| Илл. | Название                  | Год  | Материал, техника, размеры (см) | Местонахождение                                                         | Примечание                                                       |
| ---- | ------------------------- | ---- | ------------------------------- | ----------------------------------------------------------------------- | ---------------------------------------------------------------- |
|      | Икона «Иисус Христос»     | 1894 | Холст, масло 39 × 20            | Томский областной художественный музей, Томск, Россия                   | № в Госкаталоге: 18909427. № по КП: ТОХМ КП-1597. Инв. №: Ж-440. |
|      | Икона «Спас Вседержитель» | 1894 | Холст, масло 210 × 93           | Оренбургский областной музей изобразительных искусств, Оренбург, Россия | № в Госкаталоге: 26840446. № по КП: ОМИЗО КП-923. Инв. №: Ж-291. |